# Atletism la Jocurile Olimpice de vară din 2020 - Triplusalt (feminin)
Proba feminină de triplusalt de la Jocurile Olimpice de vară din 2020 a avut loc în perioada 30 iulie-1 august 2021 pe Stadionul Național al Japoniei.

## Recorduri
Înaintea acestei competiții, recordurile mondiale și olimpice erau următoarele:
| Record           | Atlet                        | Rezultat | Loc              | Data           |
| ---------------- | ---------------------------- | -------- | ---------------- | -------------- |
| Recordul mondial | Inesa Kraveț (UKR)           | 15,50 m  | Göteborg, Suedia | 10 august 1995 |
| Recordul olimpic | Françoise Mbango Etone (CMR) | 15,39 m  | Beijing, China   | 17 august 2008 |

## Program
Orele sunt ora Japoniei (UTC+9) 
| Data                    | Oră   | Etapă      |
| ----------------------- | ----- | ---------- |
| Vineri, 30 iulie 2021   | 19:00 | Calificări |
| Duminică, 1 august 2021 | 19:00 | Finala     |

## Rezultate

### Calificări
Reguli de calificare în finală: se califică în finală orice sportivă care sare lungimea de 14,40m (C) sau cele mai bune 12 rezultate (c).
| Loc | Grupă | Nume                   | Țară                       | 1     | 2     | 3     | Rezultat | Note  |
| --- | ----- | ---------------------- | -------------------------- | ----- | ----- | ----- | -------- | ----- |
| 1   | A     | Yulimar Rojas          | Venezuela                  | 14,77 | —     | —     | 14,77    | C     |
| 2   | A     | Ana Peleteiro          | Spania                     | 14,34 | 14,62 | —     | 14,62    | C     |
| 3   | B     | Thea Lafond            | Dominica                   | 14,60 | —     | —     | 14,60    | C, RN |
| 4   | B     | Patrícia Mamona        | Portugalia                 | 14,54 | —     | —     | 14,54    | C     |
| 5   | B     | Liadagmis Povea        | Cuba                       | 14,50 | —     | —     | 14,50    | C     |
| 6   | B     | Shanieka Ricketts      | Jamaica                    | 14,43 | —     | —     | 14,43    | C     |
| 7   | A     | Caterine Ibargüen      | Columbia                   | 14,02 | 14,08 | 14,37 | 14,37    | c     |
| 8   | B     | Hanna Minenko          | Israel                     | 14,27 | 14,35 | 14,36 | 14,36    | c     |
| 9   | A     | Kimberly Williams      | Jamaica                    | 13,38 | 13,86 | 14,30 | 14,30    | c     |
| 10  | B     | Rouguy Diallo          | Franța                     | 14,20 | 14,29 | 13,91 | 14,29    | c     |
| 11  | A     | Keturah Orji           | Statele Unite ale Americii | 14,26 | 13,91 | 14,17 | 14,26    | c     |
| 12  | B     | Kristiina Mäkelä       | Finlanda                   | 14,21 | 14,06 | 14,08 | 14,21    | c     |
| 13  | A     | Senni Salminen         | Finlanda                   | 14,20 | 13,68 | 14,07 | 14,20    |       |
| 13  | A     | Neele Eckhardt-Noack   | Germania                   | 13,88 | 13,92 | 14,20 | 14,20    |       |
| 15  | B     | Davisleydi Velazco     | Cuba                       | 14,14 | x     | x     | 14,14    |       |
| 16  | B     | Ana José Tima          | Republica Dominicană       | 13,87 | 14,11 | x     | 14,11    |       |
| 17  | B     | Núbia Soares           | Brazilia                   | x     | 14,04 | 14,07 | 14,07    |       |
| 18  | B     | Viyaleta Skvartsova    | Belarus                    | 13,93 | x     | 14,05 | 14,05    |       |
| 19  | A     | Evelise Veiga          | Portugalia                 | 13,93 | 13,63 | 13,57 | 13,93    | SB    |
| 20  | A     | Olha Saladuha          | Ucraina                    | 13,49 | 13,91 | 13,88 | 13,91    |       |
| 21  | A     | Dariya Derkach         | Italia                     | 13,69 | 13,73 | 13,90 | 13,90    |       |
| 22  | A     | Gabriela Petrova       | Bulgaria                   | x     | 13,79 | x     | 13,79    |       |
| 23  | A     | Jasmine Moore          | Statele Unite ale Americii | x     | x     | 13,76 | 13,76    |       |
| 24  | B     | Olga Rîpakova          | Kazahstan                  | 13,66 | 13,69 | x     | 13,69    | SB    |
| 25  | B     | Tori Franklin          | Statele Unite ale Americii | 13,23 | 13,68 | 13,58 | 13,68    |       |
| 26  | A     | Maria Ovcinnikova      | Kazahstan                  | x     | 13,34 | x     | 13,34    |       |
| 27  | B     | Yosiris Urrutia        | Columbia                   | x     | x     | 13,16 | 13,16    |       |
| 28  | B     | Diana Zagainova        | Lituania                   | x     | 13,10 | x     | 13,10    |       |
| 29  | A     | Roksana Khudoyarova    | Uzbekistan                 | 12,63 | 13,02 | 13,01 | 13,02    |       |
| 29  | B     | Kristin Gierisch       | Germania                   | x     | 13,02 | r     | 13,02    |       |
| 31  | A     | Irina Ektova           | Kazahstan                  | x     | 12,90 | x     | 12,90    |       |
| 32  | B     | Paraskevi Papachristou | Grecia                     | x     | 12,23 | x     | 12,23    |       |
| —   | A     | Nadia Eke              | Ghana                      | x     | x     | x     | —        | FM    |
| —   | A     | Leyanis Pérez          | Cuba                       | —     | —     | —     |          | NS    |

### Finala
| Loc | Nume              | Țară                       | 1     | 2     | 3     | 4                        | 5                        | 6                        | Rezultat | Note   |
| --- | ----------------- | -------------------------- | ----- | ----- | ----- | ------------------------ | ------------------------ | ------------------------ | -------- | ------ |
| 1   | Yulimar Rojas     | Venezuela                  | 15,41 | 14,53 | x     | 15,25                    | x                        | 15,67                    | 15,67    | RM, RO |
| 2   | Patrícia Mamona   | Portugalia                 | 14,91 | 12,30 | x     | 15,01                    | 14,66                    | 14,97                    | 15,01    | RN     |
| 3   | Ana Peleteiro     | Spania                     | 14,55 | 14,77 | x     | 14,63                    | 14,87                    | 14,65                    | 14,87    | RN     |
| 4   | Shanieka Ricketts | Jamaica                    | x     | x     | 14,47 | 14,84                    | 14,62                    | 14,76                    | 14,84    |        |
| 5   | Liadagmis Povea   | Cuba                       | 14,70 | 14,70 | 14,52 | 14,31                    | 14,38                    | 14,50                    | 14,70    |        |
| 6   | Hanna Minenko     | Israel                     | 14,52 | 14,60 | 14,27 | 14,29                    | x                        | x                        | 14,60    | SB     |
| 7   | Keturah Orji      | Statele Unite ale Americii | 14,59 | 14,10 | 13,82 | 14,12                    | 14,43                    | x                        | 14,59    |        |
| 8   | Kimberly Williams | Jamaica                    | 13,77 | x     | 14,51 | 14,12                    | 14,47                    | 14,28                    | 14,51    |        |
| 9   | Rouguy Diallo     | Franța                     | 14,38 | 14,28 | x     | Nu a avansat mai departe | Nu a avansat mai departe | Nu a avansat mai departe | 14,38    |        |
| 10  | Caterine Ibargüen | Columbia                   | 14,25 | 14,01 | 14,19 | Nu a avansat mai departe | Nu a avansat mai departe | Nu a avansat mai departe | 14,25    |        |
| 11  | Kristiina Mäkelä  | Finlanda                   | 14,17 | 14,03 | 13,90 | Nu a avansat mai departe | Nu a avansat mai departe | Nu a avansat mai departe | 14,17    |        |
| 12  | Thea LaFond       | Dominica                   | x     | 12,57 | x     | Nu a avansat mai departe | Nu a avansat mai departe | Nu a avansat mai departe | 12,57    |        |